# 疏穗嵩草
疏穗嵩草（学名：Carex pseudolaxa）为莎草科薹草属下的一个种。